# Minha Mãe É uma Peça
Minha Mãe É uma Peça (por vezes divulgado como Minha Mãe É uma Peça - o Filme) é um longa-metragem de comédia brasileiro dirigido por André Pellenz, protagonizado por Paulo Gustavo e escrito pelo mesmo em parceria com Fil Braz. O filme é baseado na peça homônima criada e estrelada pelo próprio Paulo e que levou milhões de espectadores ao teatro ao longo dos anos em cartaz. O elenco da versão cinematográfica também é composto por Mariana Xavier, Rodrigo Pandolfo, Ingrid Guimarães, Herson Capri, Suely Franco, Mônica Martelli, Samantha Schmütz e Alexandra Richter.
O filme foi lançado em 21 de junho de 2013 no Brasil, atingindo uma marca de dois milhões de espectadores em sua terceira semana de exibição nos cinemas. Foi o filme mais assistido nos cinemas brasileiros em 2013, com mais de 4.600.145 espectadores.

## Sinopse
Hermínia Amaral (Paulo Gustavo) é uma dona de casa de meia idade, divorciada do marido (Herson Capri) que a trocou por uma mulher mais jovem, Soraya (Ingrid Guimarães). Hiperativa, não larga o pé de seus filhos Marcelina (Mariana Xavier) e Juliano (Rodrigo Pandolfo), sem dar-se conta de que já estão bem grandinhos. Um dia, após descobrir que consideram-na uma chata, resolve sair de casa sem avisar para ninguém, deixando todos, de alguma forma, preocupados com o que teria acontecido. Mal sabiam que ela havia ido visitar a querida tia Zélia (Suely Franco), para desabafar sobre as suas tristezas do presente e recordar os bons tempos do passado.

## Elenco
| Intérprete          | Personagem                      |
| ------------------- | ------------------------------- |
| Paulo Gustavo       | Hermínia Amaral                 |
| Mariana Xavier      | Marcelina Vieira Amaral         |
| Rodrigo Pandolfo    | Juliano Vieira Amaral           |
| Herson Capri        | Carlos Alberto Vieira           |
| Suely Franco        | Tia Zélia Amaral                |
| Alexandra Richter   | Iesa Amaral Leite               |
| Ingrid Guimarães    | Soraya                          |
| Samantha Schmütz    | Valdéia                         |
| Bruno Bebianno      | Garib Vieira Amaral             |
| Guida Vianna        | Dona Juracy                     |
| Malu Valle          | Dona Lourdes                    |
| Mônica Martelli     | Mônica                          |
| Edmilson Barros     | Marido de Mônica                |
| Lucas Cordeiro      | Tiago                           |
| Jefferson Schroeder | André Luiz Amaral Leite         |
| Ronaldo Tortelli    | João Marcelo Amaral Leite       |
| Marcus Majella      | Wesley                          |
| Renata Ricci        | Andréa Amaral                   |
| Pablo Sanábio       | Repórter                        |
| Saulo Rodrigues     | João Fonseca                    |
| Bernardo Mendes     | DJ da boate                     |
| Caio Vydal          | Namorado de Marcelina           |
| Marcela Muniz       | Margareth                       |
| Georgiana Góes      | Eunice                          |
| Raul Labancca       | Seu Maranhão                    |
| Vânia de Brito      | Kátia                           |
| Marina Palha        | Ana Cláudia                     |
| Maria Lídia Costa   | Conceição                       |
| Beto Nasci          | Jean                            |
| Elisa Pinheiro      | mulher na fila do supermercado  |
| Cristiana Pompeo    | dentuça na fila do supermercado |
| Ana Karolina Lannes | Marcelina (criança)             |
| Augusto César Jr.   | Juliano (criança)               |
| Luan Assimos        | Garib (adolescente)             |
| Gabriel Galvão      | André Luiz (criança)            |
| Antônio Arraes      | João Marcelo (criança)          |
| Déa Lúcia           | ela mesma                       |
| Carol Sampaio       | ela mesma                       |

## Produção
Em abril de 2011, Paulo Gustavo citou o filme em uma entrevista para o jornal Diário do Nordeste. "Estou captando recursos para o filme de "Minha mãe é uma peça" e continuo em turnê pelo Brasil", disse Paulo. O longa-metragem veio a ser confirmado um mês depois, em maio de 2011, com produção de André Ribeiro e Rafa Coleone mas a produção só veio iniciar em novembro de 2012, tendo sido ainda divulgado que as filmagens seriam feitas em Niterói e iriam até dezembro de 2012.
Sobre o roteiro, Paulo informou que foi feito por ele e Felipe Braz. "Os personagens que são apenas citados no monólogo vão entrar na história", disse Paulo, que teve a ideia a partir do sucesso da peça Divã. O ator e autor também divulgou que convidou a atriz Marieta Severo, que interpretou Irene "Nenê" Silva em A Grande Família entre 2001 e 2014, para interpretar a irmã de Hermínia Amaral, esta interpretada por Paulo. Em novembro de 2012, as filmagens iniciaram, e depois de cinco semanas, foram concluídas em dezembro.

## Recepção

### Crítica
Alexandre Agabiti Fernandez, em sua crítica para a Folha de S.Paulo, destacou que no filme o "humor se perde em fórmula cansativa."

### Bilheteria
Na primeira semana de agosto, o longa assumiu a posição de principal bilheteria daquele ano para uma produção nacional.
O filme dirigido por André Pellenz arrecadou um total de R$ 45,8 milhões, contra R$ 44 milhões de De Pernas pro Ar 2, segundo filme brasileiro com maior bilheteria em 2013. Os dados são da consultoria Rentrak.

## Prêmios e Indicações

### Indicações
Grande Prêmio do Cinema Brasileiro
- Melhor Atriz Coadjuvante: Alexandra Richter - 2014
- Melhor Roteiro Adaptado: 2014
- Melhor Comédia: 2014

## Sequências
Foi divulgado que o filme teria uma sequência intitulada Minha Mãe É uma Peça 2, cujas filmagens começaram em abril de 2014 e teve seu lançamento em 2016. Nesta, Luana Piovani interpretou a nova namorada de Carlos Alberto (Herson Capri). Com isso Ingrid Guimarães, que havia participado do primeiro filme, não esteve neste. Uma terceira parte, Minha Mãe É uma Peça 3, se seguiu em 2019.